# Spring Break… Here to Party
| Оценки критиков | Оценки критиков |
| Источник        | Оценка          |
| --------------- | --------------- |
| Allmusic        | [ 1 ]           |

Spring Break… Here to Party — сборный альбом американского кантри-певца Люка Брайана, выпущенный 5 марта 2013 года. Диск дебютировал на первом месте американского хит-парада Billboard 200, одновременно возглавив и кантри-чарт Top Country Albums. Это его первый чарттоппер в США.

## Об альбоме
Альбом представляет собой компиляцию ранних вещей певца, прежде всего из первых его четырёх мини-дисков (EP, вышедших с 2009 по 2012 годы только в цифровом виде и не издававшихся на физических носителях) плюс две новые песни, «Buzzkill» и «Just a Sip». Музыкальное видео было снято для песни «Buzzkill», которая никогда не выходила в качестве отдельного сингла.
Альбом получил положительные отзывы музыкальной критики и интернет-изданий, например, AllMusic.
Тираж альбома составил 150,000 копий в первую неделю релиза в Billboard 200. К маю 2015 года тираж альбома превысил 605,000 копий в США.

## Список композиций
| №                   | Название                     | Автор(ы)                                           | Длительность |
| ------------------- | ---------------------------- | -------------------------------------------------- | ------------ |
| 1.                  | «Suntan City»                | Rhett Akins Luke Bryan Dallas Davidson Ben Hayslip | 3:54         |
| 2.                  | «Just a Sip»                 | Bryan Michael Carter Cole Swindell                 | 2:53         |
| 3.                  | «Buzzkill»                   | Bryan Jason Sever Rachel Thibodeau                 | 3:37         |
| 4.                  | «If You Ain't Here to Party» | Bryan Rodney Clawson                               | 3:53         |
| 5.                  | «Little Bit Later On»        | Bryan Ashley Gorley Luke Laird                     | 4:07         |
| 6.                  | «In Love with the Girl»      | Bryan Carter Jim McCormick Swindell                | 3:28         |
| 7.                  | «Shore Thing»                | Bryan Carter Swindell                              | 3:53         |
| 8.                  | «Sorority Girl»              | Bryan Davidson McCormick                           | 3:23         |
| 9.                  | «Shake the Sand»             | Bryan Carter Swindell                              | 4:28         |
| 10.                 | «Love in a College Town»     | Bryan Carter Swindell                              | 3:23         |
| 11.                 | «Wild Weekend»               | Bryan Clawson Craig Wiseman                        | 4:01         |
| 12.                 | «Cold Beer Drinker»          | Bryan Jason Matthews McCormick                     | 3:50         |
| 13.                 | «Spring Break-Up»            | Bryan Gorley                                       | 3:06         |
| 14.                 | «Take My Drunk Ass Home»     | Bryan Matthews                                     | 3:22         |
| Общая длительность: | Общая длительность:          | Общая длительность:                                | 51:18        |

## Позиции в чартах
Kill the Lights стал для кантри-певца Люка Брайана его 2-м диском, возглавившим кантри-чарт, после альбома Tailgates & Tanlines, лидировавшего в 2011 году.

### Альбом
| Чарт (2013)                     | Высшая позиция |
| ------------------------------- | -------------- |
| Canadian Albums Chart           | 1              |
| US Billboard 200                | 1              |
| US Billboard Top Country Albums | 1              |

### Итоговые годовые чарты
| Чарт (2013)                       | Позиция |
| --------------------------------- | ------- |
| US Billboard 200                  | 45      |
| US Top Country Albums (Billboard) | 10      |

### Сертификации
| Регион | Сертификация | Продажи |
| --- | ------------ | ------- |
| США (RIAA) | Золотой      | 605,000 |
| * Данные о продажах приведены только на основе сертификации. ^ Данные о тиражах приведены только на основе сертификации. |              |         |